# Panken
Panken är en sjö i Karlstads kommun i Värmland och ingår i Göta älvs huvudavrinningsområde. Sjön har en area på 1,85 kvadratkilometer och ligger 45 meter över havet. Sjön avvattnas av vattendraget Glumman. Vid provfiske har en stor mängd fiskarter fångats, bland annat abborre, asp, björkna och braxen.

## Delavrinningsområde
Panken ingår i det delavrinningsområde (658838-138741) som SMHI kallar för Utloppet av Panken. Medelhöjden är 55 meter över havet och ytan är 7,69 kvadratkilometer. Räknas de 10 avrinningsområdena uppströms in blir den ackumulerade arean 143,9 kvadratkilometer. Glumman som avvattnar avrinningsområdet har biflödesordning 2, vilket innebär att vattnet flödar genom totalt 2 vattendrag innan det når havet efter 240 kilometer. Avrinningsområdet består mestadels av skog (28 procent) och jordbruk (39 procent). Avrinningsområdet har 1,71 kvadratkilometer vattenytor vilket ger det en sjöprocent på 22,2 procent.

## Fisk
Vid provfiske har följande fisk fångats i sjön:
| - Abborre - Asp - Björkna - Braxen - Faren - Gärs - Gädda - Gös - Löja - Mört - Sarv | - Sutare |